# David Downes
David Downes é compositor irlandês e diretor musical e fundador do grupo Celtic Woman.